# People+Arts
People+Arts fue un canal de televisión por suscripción estadounidense emitido en Latinoamérica (anteriormente en Portugal y España). Fue propiedad compartida entre Discovery Networks y la BBC.

## Historia
El canal fue lanzado en octubre de 1997 como la versión local de Travel Channel. People+Arts nace en 1998 después de la compra por parte de Discovery Communications y la BBC.
La programación de People+Arts consistía tanto en series de televisión y reality shows británicos, como en series estadounidenses, con subtítulos (en Portugal) o dobladas al español, con audio en inglés opcional. Unos cuantos programas fueron originalmente emitidos desde España.
People+Arts cambió de nombre en todo América Latina el 12 de abril de 2010 para ser reemplazado por Liv, con realities y series de la BBC One en español o audio en inglés disponible en SAP con subtítulos. Luego cambió de nombre al que se le conoce actualmente como Discovery ID (Investigation Discovery).

## Programación
Algunos programas que fueron exhibidos por este canal incluyen:
- Series británicas:
  - Afterlife
  - Cambiemos esposas
  - Coupling
  - Doctor Who
  - La movida
  - Murder in Mind
  - Spooks
  - The Office

- Series estadounidenses:
  - Commander in chief (solo en Europa)
  - Providence (solo en Europa)
  - Los Tudor (The Tudors) (solo en Latinoamérica)
  - The Contender
  - Project Runway
  - American Chopper
  - Less Than Perfect

- Reality shows:
  - Dancing with the Stars
  - El Aprendiz: Donald Trump
  - El Aprendiz: Martha Stewart
  - Mientras no estabas
  - Extreme Makeover
  - Extreme Makeover: Home Edition
  - Ground Force (solo en Europa, emitido previamente en Latinoamérica)
  - Miami Ink
  - Desafío Pirata
  - No te lo pongas (What Not To Wear): Trinny y Susannah
  - While You Were Out
  - Survivor: Vanuatu
  - Survivor: Guatemala
  - Survivor: China
  - Los videos más asombrosos del mundo (World´s Most Amazing Videos)

- Programas originales de España:
  - Bricomanía (solo en Europa)
  - Deco (solo en Europa)

Gran parte de esta programación emitida paso a transmitirse por Discovery Home & Health y otra parte a Discovery Travel & Living.